# Herbsts korpuskel
Herbsts korpuskel är en sorts känselreceptorer som är känsliga för tryck och som består av nervändar som återfinns i tungans slemhinna, i gropar på insidan av näbben och på andra ställen i kroppen hos vissa fåglar. De påminner om Pacinis korpuskel, men skiljer sig från dessa genom att vara mindre och mer avlånga, ha tunnare och närmare placerade kapslar och genom att axelcylindern i det centrala genomskinliga delen omges av en kontinuerlig rad av cellkärnor.
Hos många vadarfåglar finns ett stort antal Herbsts korpuskel inbäddade i gropar på insidan av näbben vilka tros göra det möjligt för fåglarna att känna byten med näbben i våt sand eller jord. De förekommer även i tungan hos hackspettar och i vingarna hos vissa arter.